# Максиміліан III Австрійський
Максиміліан III Австрійський (12 жовтня 1558, Вінер-Нойштадт — 2 листопада 1618, Відень) — ерцгерцог австрійський (1612—1618) з династії Габсбургів, великий магістр Тевтонського ордену, претендент на престол Речі Посполитої (1587—1589). Син імператора Максиміліана II та Марії Іспанської.

## Біографія
Після смерті Стефана Баторія у 1587 частина польської шляхти проголосила Максиміліана новим польським королем, Великим князем Литовським, Руським, Київським, Волинським, тощо. В той час як інша частина шляхтичів підтримала Сигізмунда III Вазу.
Здійснив невдалу інтервенцію в Польщу, був розбитий Яном Замойським в битві при Бичині та потрапив в полон. 1589 року відмовився від претензій на владу в Речі Посполитій після чого поляки звільнили його з в'язниці.
У 1590 році був проголошений великим магістром Тевтонського ордену. З 1593 по 1595 рік Максиміліан III був регентом при молодому кузенові, майбутньому імператорі Фердинанду II. У 1602 році Максиміліан III отримав в управління Тіроль і Передню Австрію, де проявив себе твердим прихильником контрреформації.
Розглядався московським царем Борисом Годуновим як потенційний наречений його доньки Ксенії, проте через відмову перейти у православ'я та жити на території Московії ці шлюбні плани так і не були реалізовані.